# Ineke Swanevelt
Ineke Maria Swanevelt (Rotterdam, 19 augustus 1943) is een Nederlandse actrice.

## Loopbaan
Swanevelt behaalde in 1963 haar eindexamen aan de Amsterdamse Toneelschool. Ze debuteerde op 31 augustus 1963 bij de Nederlandse Comedie in "Victor, of de kinderen aan de macht" van de Franse surrealist Roger Vitrac, in de rol van Lili. In 1965 speelde ze mee in het televisiespel "Op hoop van zegen", naar het toneelstuk van Herman Heijermans.
Na 1968 trad ze uitsluitend nog op in televisieseries, bijvoorbeeld “De kleine waarheid” (als secretaresse van Oudemans; 1970), naar de gelijknamige roman van Jan Mens; de kinderserie Swiebertje (als Sientje/Miebet in 1973-1974) en de kinderfilm “Lang leve de Koningin” (als de zwarte hofdame; 1995); en “Het geheime dagboek van Hendrik Groen” (als Mevrouw Visser; 2017). Daarnaast presenteerde ze een tijdlang het culturele NOS-televisieprogramma “Kiosk".

## Privé
Tot haar intimi behoorde onder anderen de schrijver Godfried Bomans.
Eind 2019 trad ze in het huwelijk met de 81-jarige schrijver Peter Müller (schrijversnaam A.L. Snijders), een verbintenis beëindigd door diens plotselinge dood twee jaar later en geëvoceerd in haar boekje “Laatste lente” (2022, ISBN 9789493183193).